# Otto J. Maenchen-Helfen
Otto J. Maenchen-Helfen (ur. 26 lipca 1894 w Wiedniu; zm. 29 stycznia 1969 w Berkeley) – austriacki archeolog, historyk i sinolog. Znał chiński, mongolski, turecki i perski.
Studia rozpoczął na Uniwersytecie Wiedeńskim, ale w 1914 został powołany do służby wojskowej, po wojnie wrócił na studia, studiował sinologię, etnologię, historię sztuki i archeologię na uniwersytetach w Wiedniu, Göteborgu i Lipsku. W 1923 w Lipsku obronił doktorat. Do 1927 pracował jako privatdozent w Wiedniu. W latach 1927-1929 brał udział w wykopaliskach w centralnej Rosji, Syberii i Mongolii. W latach 1930-1933 mieszkał w Berlinie i tam habilitował się w 1933, ale z powodów politycznych nie mógł prowadzić wykładów. Wyjechał więc do Wiednia, gdzie w 1938 ponownie przeprowadził habilitację. W tym samym roku wyemigrował do USA. Był wykładowcą, a następnie profesorem orientalistyki w Mills College w Oakland w Kalifornii (1939–1947). Od 1947 aż do przejścia na emeryturę w 1962 był profesorem sztuki na Uniwersytecie Kalifornijskim w Berkeley. Całe życie zajmował się badaniem historii, kultury i języka Hunów. Napisane przez niego prace są uważane za standardowe monografie o tym ludzie. 